# Bassin-Bleu
Bassin-Bleu (em crioulo, Basen Ble),é uma comuna do Haiti, situada no departamento de Noroeste e no arrondissement de Port-de-Paix. De acordo com o censo de 2003, sua população total é de 33.926 habitantes.